# Viktor Asmaev
Viktor Asmaev (Rostóvia, 16 de novembro de 1947 - 12 de outubro de 2002) foi um ginete soviético especialista em saltos, campeão olímpico. 

## Carreira
Viktor Asmaev representou seu país nos Jogos Olímpicos de Verão de 1980, na qual conquistou a medalha de ouro nos saltos por equipes em 1980.